# Zoo Weekly
Zoo Weekly is een Engelstalig tijdschrift voor jonge mannen. Het wordt door EMAP Consumer Media wekelijks uitgegeven in Groot-Brittannië, Australië en Zuid-Afrika.
De Britse editie startte in 2004 en in het blad wordt onder meer aandacht besteed aan vrouwelijk schoon, sport (hoofdzakelijk voetbal), humor, films, computergames en muziek.
De Australische editie van Zoo Weekly werd voor het eerst uitgegeven op 13 februari 2006 met een gratis editie ter promotie. De eerste officiële uitgave volgde een week later. De inhoud van de Australische editie is vergelijkbaar met de Britse versie, hoewel de sportrubrieken voornamelijk gericht zijn op Australian Football en rugby. Krystal Forscutt, die bekend werd als deelneemster van Big Brother Australia 2006, is vaste columnist in de Australische Zoo Weekly.
Na het succes van Zoo Weekly in Groot-Brittannië en Australië, werd in oktober 2006 gestart met een Zuid-Afrikaanse versie van het blad, zowel in het Engels (als ZOO Weekly) als in het Afrikaans (als ZOO Weekliks).